# Coahuila de Zaragoza
|  | «Coahuila» redirigeix aquí. Vegeu-ne altres significats a «Coahuila (desambiguació)». |

Coahuila, el nom oficial del qual és Coahuila de Zaragoza és un dels 31 estats de Mèxic, localitzat a la regió nord d'aquest país. Comparteix 512 km de frontera amb l'estat nord-americà de Texas. Limita a l'est amb Nuevo León, al sud amb l'estat de San Luis Potosí i Zacatecas, i a l'oest amb Durango i Chihuahua. Amb una àrea de 151.571 km² és el tercer estat més gran del país. Està dividit en 38 municipis.
La capital de l'estat és la ciutat de Saltillo. Altres ciutats importants són Monclova (antiga capital de l'estat), Piedras Negras i la ciutat de Torreón, l'àrea metropolitana de la qual desborda el límit de l'estat entrant a l'estat de Durango.
Durant l'època colonial Coahuila va formar part de la regió de Nova Extremadura, sota el govern de la Nova Espanya. Després de la independència de Mèxic, el 1824, el territori es va integrar com a estat de la federació amb el nom de Coahuila i Texas. No obstant la regió de Texas, se'n va escindir el 1833 i va declarar la independència de Mèxic el 1836. Coahuila, Nuevo León i Tamaulipas també van declarar-ne la independència per formar l'efímera República del Río Grande, les forces de la qual serien derrotades per l'exèrcit centralista de Mèxic. El 1856 Coahuila es va annexar a l'estat de Nuevo León per plebiscit, i durant un nou període de govern centralista de Mèxic, es va rebel·lar en contra del president que no respectava l'autonomia dels estats i fins i tot, es va insinuar la independència i la formació de la República de la Sierra Madre. No obstant això, l'exèrcit centralista va sufocar la rebel·lió, i amb la derrota de les forces independentistes Coahuila es va separar de l'estat de Nuevo León, i ambdós van continuar dintre de la federació.
Coahuila és un estat molt industrialitzat, com el seu veí, Nuevo León. Les principals indústries són la indústria tèxtil, la de l'automòbil, la metal·lúrgia, la química, la producció d'acer, i la més important, l'extracció de carbó, amb el qual es produeix energia elèctrica.